# Coleophora sergii
Coleophora sergii é uma espécie de mariposa do gênero Coleophora pertencente à família Coleophoridae.